# Éric Pinard
Pour les articles homonymes, voir Pinard.
Éric Pinard (né le 16 janvier 1968 à Sorel, dans la province de Québec, au Canada) est un joueur professionnel franco-canadien de hockey sur glace.

## Carrière en club
Il débute en junior dans la Ligue de hockey junior majeur du Québec en jouant avec les Draveurs de Trois-Rivières en 1985. Il ne joue qu'une dizaine de matchs dans l'équipe avant de rejoindre les Saguenéens de Chicoutimi. Il reste trois saisons dans l'équipe puis rejoint pour une dernière saison junior les Tigres de Victoriaville.
Il commence sa carrière professionnelle dans le championnat belge en 1989 avec les Tigres de Bruxelles. Il joue un an en Belgique avant de rejoindre la France et sa division 2. Il joue alors avec l'équipe de C.S.G. Deuil-la-Barre pour deux saisons.
En 1992, il quitte la nationale 2 (ancienne division 2) et rejoint la nationale 1A en signant avec les Dragons de Rouen. Il reste avec l'équipe de Normandie jusqu'à la fin de la saison 1999-2000.
Entre-temps, il gagne le trophée Charles-Ramsay du meilleur pointeur en 1998 ainsi que trois Coupes Magnus, trophée du champion de la ligue Élite en France (1993, 1994 et 1995).
Par la suite, il décide de tenter sa chance dans les championnats semi-professionnels au Québec mais il ne parvient pas à se faire une place et passe moins d'une saison avec l'équipe de sa ville natale, les Royaux de Sorel.
Il revient jouer en France dans l'équipe des Anges du Vésinet et il occupe alors le poste d'entraîneur-joueur à partir de la saison 2001-2002. Il met fin à sa carrière de joueur en 2004.
À la fin de la saison 2006-2007, il est le quatrième meilleur pointeur de l'histoire des Dragons avec 327 points en carrière.

## Statistiques
| Saison    | Équipe                     | Ligue          |    | Saison régulière | Saison régulière | Saison régulière | Saison régulière | Saison régulière |    | Séries éliminatoires | Séries éliminatoires | Séries éliminatoires | Séries éliminatoires | Séries éliminatoires |
| Saison    | Équipe                     | Ligue          | PJ | B                | A                | Pts              | Pun              | PJ               | B  | A                    | Pts                  | Pun                  |                      |                      |
| 1985-1986 | Draveurs de Trois-Rivières | LHJMQ          | 10 | 1                | 4                | 5                | 0                | -                | -  | -                    | -                    | -                    |                      |                      |
| 1985-1986 | Saguenéens de Chicoutimi   | LHJMQ          | 60 | 19               | 15               | 34               | 15               | 9                | 1  | 0                    | 1                    | 0                    |                      |                      |
| 1986-1987 | Saguenéens de Chicoutimi   | LHJMQ          | 63 | 53               | 49               | 102              | 27               | 18               | 16 | 10                   | 26                   | 11                   |                      |                      |
| 1987-1988 | Saguenéens de Chicoutimi   | LHJMQ          | 60 | 45               | 55               | 100              | 46               | 6                | 3  | 2                    | 5                    | 4                    |                      |                      |
| 1988-1989 | Tigres de Victoriaville    | LHJMQ          | 33 | 31               | 11               | 42               | 22               | 16               | 16 | 8                    | 24                   | 6                    |                      |                      |
| 1989-1990 | Tigres de Bruxelles        | Eerste Divisie | 32 | 109              | 59               | 168              | 32               |                  |    |                      |                      |                      |                      |                      |
| 1990-1991 | CSG Deuil-la-Barre         | Division 2     | 25 | 79               | 29               | 108              | 30               |                  |    |                      |                      |                      |                      |                      |
| 1991-1992 | CSG Deuil-la-Barre         | Division 2     | 15 | 46               | 26               | 72               | 22               |                  |    |                      |                      |                      |                      |                      |
| 1992-1993 | Dragons de Rouen           | Coupe d'Europe |    |                  |                  |                  |                  |                  |    |                      |                      |                      |                      |                      |
| 1992-1993 | Dragons de Rouen           | Nationale 1    | 2  | 3                | 0                | 3                | 0                |                  |    |                      |                      |                      |                      |                      |
| 1993-1994 | Dragons de Rouen           | Coupe d'Europe |    |                  |                  |                  |                  |                  |    |                      |                      |                      |                      |                      |
| 1993-1994 | Dragons de Rouen           | Nationale 1    | 16 | 18               | 7                | 25               | 4                | 11               | 9  | 5                    | 14                   | 2                    |                      |                      |
| 1994-1995 | Dragons de Rouen           | Coupe d'Europe |    |                  |                  |                  |                  |                  |    |                      |                      |                      |                      |                      |
| 1994-1995 | Dragons de Rouen           | Élite          | 25 | 21               | 10               | 31               | 26               | 8                | 8  | 4                    | 12                   | 10                   |                      |                      |
| 1995-1996 | Dragons de Rouen           | Coupe d'Europe |    |                  |                  |                  |                  |                  |    |                      |                      |                      |                      |                      |
| 1995-1996 | Dragons de Rouen           | Élite          | 22 | 13               | 9                | 22               | 8                | 9                | 7  | 5                    | 12                   | 8                    |                      |                      |
| 1996-1997 | Dragons de Rouen           | EHL            | 6  | 1                | 3                | 4                | 8                |                  |    |                      |                      |                      |                      |                      |
| 1996-1997 | Dragons de Rouen           | Nationale 1A   | 30 | 24               | 24               | 48               | 41               | 11               | 7  | 4                    | 11                   | 10                   |                      |                      |
| 1997-1998 | Dragons de Rouen           | Élite          | 49 | 44               | 35               | 79               | 26               |                  |    |                      |                      |                      |                      |                      |
| 1998-1999 | Dragons de Rouen           | Élite          | 38 | 10               | 17               | 27               | 52               |                  |    |                      |                      |                      |                      |                      |
| 1999-2000 | Dragons de Rouen           | Élite          | 40 | 24               | 19               | 43               | 43               |                  |    |                      |                      |                      |                      |                      |
| 2000-2001 | Royaux de Sorel            | LHSPQ          | 7  | 1                | 0                | 1                | 0                | -                | -  | -                    | -                    | -                    |                      |                      |
| 2000-2001 | Anges du Vésinet           | Division 2     |    |                  |                  |                  |                  |                  |    |                      |                      |                      |                      |                      |
| 2001-2002 | Anges du Vésinet           | Division 2     |    |                  |                  |                  |                  |                  |    |                      |                      |                      |                      |                      |
| 2002-2003 | Anges du Vésinet           | Division 1     |    |                  |                  |                  |                  |                  |    |                      |                      |                      |                      |                      |
| 2003-2004 | Anges du Vésinet           | Division 1     | 21 | 15               | 7                | 22               | 37               |                  |    |                      |                      |                      |                      |                      |